# Loránt Vincze
Loránt-György Vincze (maďarsky Vincze Loránt-György; * 3. listopadu 1977, Târgu Mureș) je sedmihradský novinář a politik maďarské národnosti, od července 2019 poslanec Evropského parlamentu zvolený za stranu Demokratický svaz Maďarů v Rumunsku (RMDSZ) a zasedající ve frakci Evropské lidové strany (EPP).

## Biografie
Narodil se v roce 1977 do maďarské rodiny ve městě Târgu Mureș (maďarsky Marosvásárhely) v tehdejší Rumunské socialistické republice (RSR). Nejprve absolvoval středoškolské studium na Bolyai Farkas Elméleti Líceum v Târgu Mureș. Poté studoval na Babeș–Bolyai Tudományegyetem v sedmihradské Kluži a na Bukurešťské univerzitě.

### Politická kariéra
Je členem Demokratického svazu Maďarů v Rumunsku (RMDSZ), za který byl ve volbách do Evropského parlamentu v roce 2019 zvolen poslancem. V eurovolbách 2024 byl opětovně zvolen. V Evropském parlamentu zasedá ve frakci Evropské lidové strany (EPP).
Od roku 2016 působí jako prezident Federal Union of European Nationalities (FUEN).

## Soukromý život
Je ženatý, má jednho syna.